# I Was Gonna Cancel
"I Was Gonna Cancel" er en sang af den australske sangerinde Kylie Minogue fra hendes tolvte studiealbum Kiss Me Once (2014). Sangen er skrevet og produceret af Pharrell Williams. Den blev udgivet som albummets anden single den 11. maj 2014 i Storbritannien og en dag senere i USA.

## Formater og sporliste
Britisk Promo CD
1. "I Was Gonna Cancel" − 3:32
2. "I Was Gonna Cancel" (instrumental) − 3:32

Britisk Limited Edition CD
1. "I Was Gonna Cancel" − 3:32
2. "I Was Gonna Cancel" (The Presets Remix) − 5:43

Britisk Limited Edition 7" Picture Disc
1. "I Was Gonna Cancel" − 3:32

Australsk Limited Edition 7" Picture Disc
1. "I Was Gonna Cancel" − 3:32

Australsk iTunes download
1. "I Was Gonna Cancel" − 3:32

Digital Remixes EP
1. "I Was Gonna Cancel" (The Presets Remix) − 5:43
2. "I Was Gonna Cancel" (Maze & Masters Remix) − 6:01
3. "I Was Gonna Cancel" (Moto Blanco Radio Remix) − 3:22
4. "I Was Gonna Cancel" (KDA Remix) − 7:05

## Hitlister
| Hitliste (2014)                         | Placering |
| --------------------------------------- | --------- |
| Belgien (Ultratip Vallonien)            | 25        |
| Kroatien (Croatian Airplay Radio Chart) | 24        |
| Storbritannien (UK Singles Chart)       | 59        |
| USA (Hot Dance Club Songs)              | 5         |